# Eunicella cavolini
Eunicella cavolini, ook bekend onder de naam geel hoornkoraal, is een zachte koraalsoort uit de familie Gorgoniidae. De koraalsoort komt uit het geslacht Eunicella. Eunicella cavolini werd in 1887 voor het eerst wetenschappelijk beschreven door Koch. 

## Kenmerken
Het koraal heeft kleine, flexibele 'takjes' die dicht op elkaar groeien. De kleur van de takjes ligt tussen geel en lichtrood in, terwijl de voet, die maar 2 millimeter breed wordt, meer bleek van kleur is. Het koraal wordt tussen de 10 en 50 centimeter groot.
Eunicella cavolini bestaat uit een hoornachtige stof die het skelet vormt van het koraal.

## Verspreiding en habitat
Eunicella cavolini groeit op stenen in de Middellandse en Atlantische Oceaan, maar ook op verticale muren in havens. Hij wordt het vaakst gevonden op een diepte van 10 tot 30 meter, al is hij ook gespot op 100 meter diepte.
1. 1 2  Marcon (1983). Encyclopedie Van Het Dierenrijk. Atrium. ISBN 90-6113-334-3.
2. 1 2  Dive Club of Biology :: 07. Cnidarians - Octocorals, Eunicella cavolini. www.cibsub.cat. Geraadpleegd op 9 september 2024.